# Norman Campbell (Fußballspieler)
Norman Odale Campbell (* 24. November 1999 in Kingston) ist ein jamaikanischer Fußballspieler.

## Karriere

### Verein
Norman Campbell stand bis Ende 2018 beim heimischen Zweitligisten Liguanea United FC unter Vertrag und wechselte dann innerhalb der Hauptstadt Kingston weiter zum  Harbour View FC. Der Verein spielt in der ersten jamaikanischen Liga, der National Premier League. Sein Erstligadebüt in der National Premier League gab er am 4. Februar 2019 im Heimspiel gegen den Waterhouse FC. Hier stand er in der Startelf und spielte die kompletten 90 Minuten. Am 8. Oktober 2020 wechselte er auf Leihbasis nach Europa zum serbischen Verein FK Grafičar Belgrad. Der Verein aus der Hauptstadt Belgrad spielte in der zweiten serbischen Liga, der Prva Liga. Sein erstes Spiel für den FK Grafičar absolvierte er am 26. Oktober 2020 gegen den FK Budućnost Dobanovci. Beim 2:1-Heimsieg wurde er in der 60. Minute für Aleksa Matić eingewechselt. Nach der Saison wurde er dann fest vom Erstligisten FK Čukarički verpflichtet und spielte dort auch vier Qualifikationspartien zur UEFA Europa Conference League. Im Sommer 2022 folgte ein erneuter Wechsel zum Ligarivalen FK Javor Ivanjica und seit dem 15. September 2023 steht er beim FK Vojvodina unter Vertrag.

### Nationalmannschaft
Norman Campbell absolvierte von 2020 bis 2021 drei Partien für die jamaikanische A-Nationalmannschaft. Sein Debüt gab er am 14. November 2020 bei einer 0:3-Testspielniederlage in Saudi-Arabien.